# Triadokoenenia millotorum
Triadokoenenia millotorum is een spinnensoort in de taxonomische indeling van de Palpigradi.
Het dier komt uit het geslacht Triadokoenenia. Triadokoenenia millotorum werd in 1991 beschreven door Condé.